# Pachitea (tỉnh)
Tỉnh Pachitea (tiếng Tây Ban Nha: Provincia de Pachitea) là một tỉnh thuộc vùng Huánuco của Peru. Tỉnh Pachitea có diện tích 2630 kilômét vuông, dân số thời điểm theo điều tra dân số ngày 11 tháng 7 năm 1993 là 46162 người. Tỉnh lỵ đóng ở Panao.